# Marian Pogasz

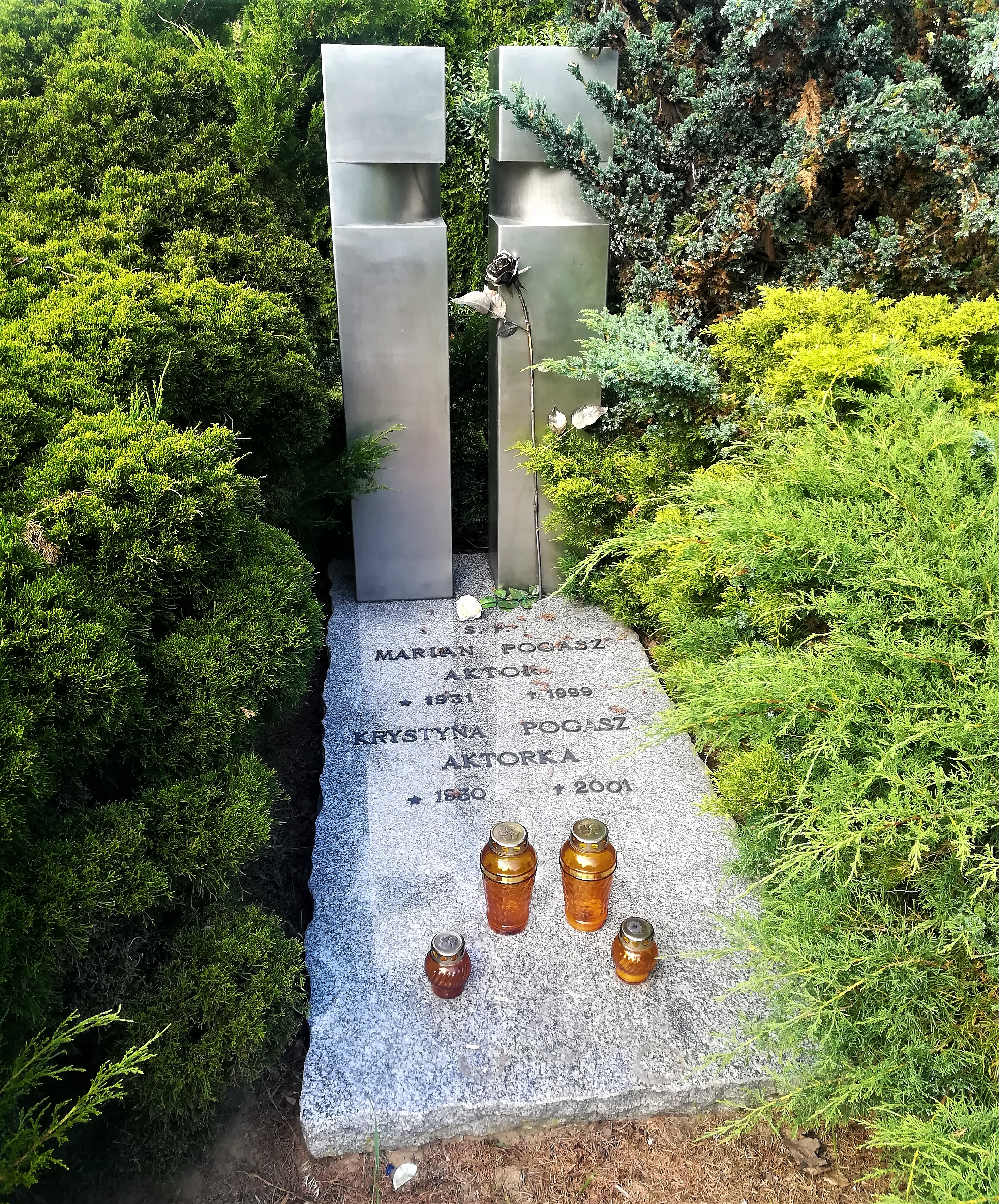
Grób na cmentarzu junikowskim

Marian Pogasz (ur. 12 lipca 1931 w Krakowie, zm. 31 grudnia 1999 w Poznaniu) – aktor teatralny i radiowy, odtwórca postaci Starego Marycha.

## Życiorys
Absolwent Państwowej Szkoły Instruktorów Teatralnych w Poznaniu, przez całe życie związany był z poznańskimi teatrami: Młodego Widza, Lalki i Aktora, Satyryków, a także Polskim i Nowym. Współpracował również z kabaretem „Tey”.
Największą popularność przyniosła mu rola Starego Marycha, poznaniaka mówiącego gwarą (stworzona przez dziennikarza Juliusza Kubla w audycji „Blubry Starego Marycha”) odtwarzana na antenie Polskiego Radia bez przerwy od 1983 roku, aż do śmierci. Z powodu znaczenia Mariana Pogasza dla poznaniaków, w 2001 roku odsłonięto pomnik Starego Marycha, noszącego rysy Mariana Pogasza.
Spoczywa na Cmentarzu Junikowo.